# 新弗劳恩霍芬
新弗劳恩霍芬是德国巴伐利亚州的一个市镇。总面积17.95平方公里，总人口1092人，人口密度61人/平方公里（2018年）。